# La tumba del Rey
La Tumba del Rey (Kungagraven i Kivik, Kiviksgraven) es un sitio arqueológico. Está situado cerca de Kivik en la parte sureste de Escania, Suecia. El sitio es lo que queda de un entierro doble de la Edad de Bronce Nórdico c. 1400 a. C.

## Descripción
El sitio está ubicado a unos 320 metros (1049,9 pies) desde la orilla de la costa este de Scania. Estos dos entierros son únicos. Tanto en construcción como en tamaño, es una zona circular que mide 75 metros (246,1 pies) de diámetro. Esta tumba difiere de la mayoría de los entierros europeos de la Edad del Bronce. Lo más importante es que las cistas están adornadas con petroglifos. Las imágenes talladas en las piedras representan personas, animales (incluidos pájaros y peces), barcos, lures tocados, símbolos y un carro tirado por dos caballos y con ruedas de cuatro radios.

## Historia

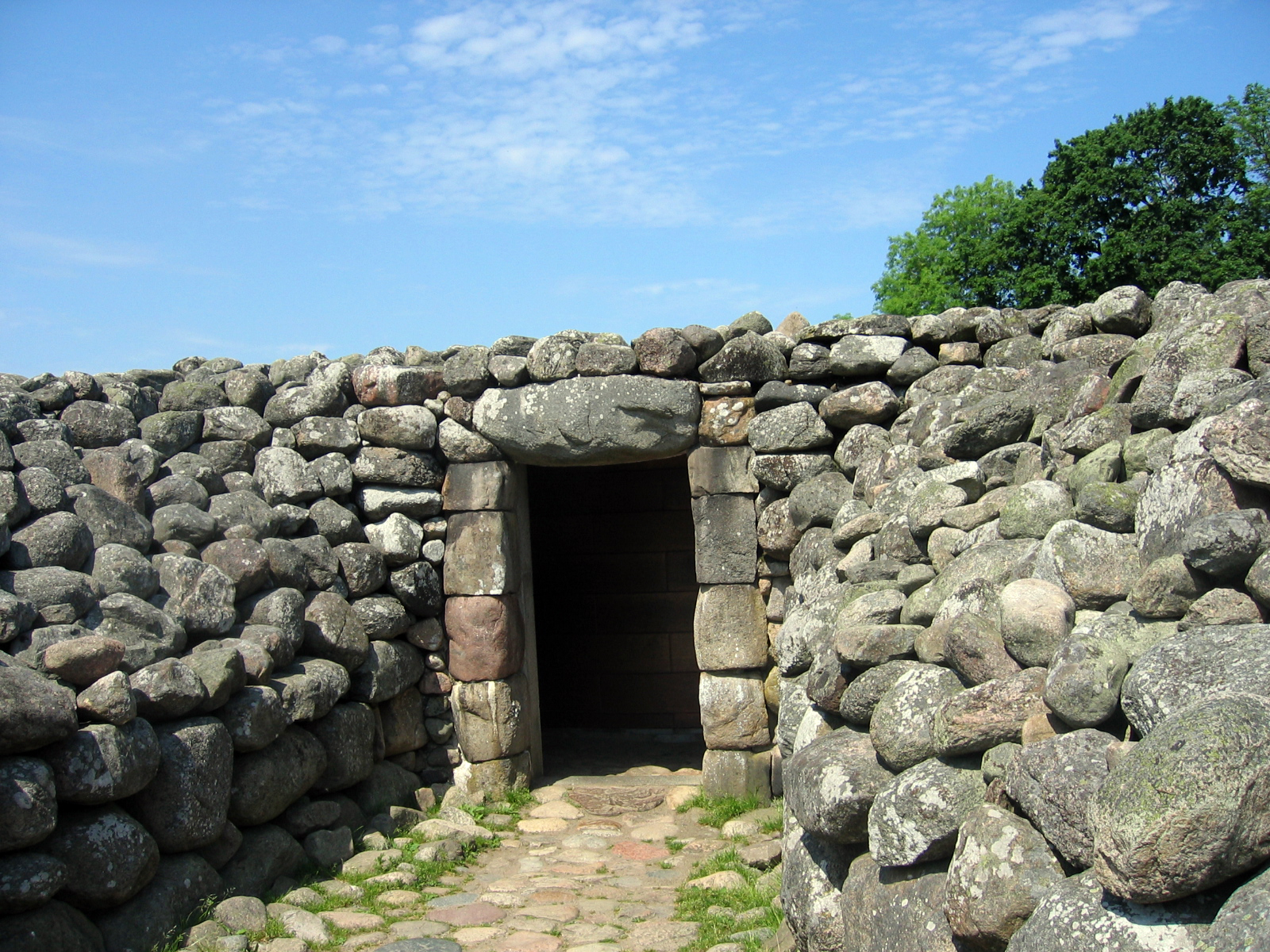
Entrada a la tumba reconstruida.

El sitio fue utilizado como cantera de materiales de construcción hasta 1748, cuando dos agricultores descubrieron un sepulcro de 3,25 metros (10,7 pies), con orientación norte-sur, construido con diez losas de piedra. Aun así, la extracción continuó y algunas de las piedras desaparecieron. En 1756, el sitio fue analizado por el anticuario y arqueólogo Nils Wessman (1712-1763). Wessman había realizado extensos viajes a Scania en las décadas de 1740 y 1750 para realizar investigaciones arqueológicas.
El lugar fue excavado por el arqueólogo Gustaf Hallström (1880-1962) a partir de 1931. Desde 1925 hasta su jubilación en 1945, Hallström trabajó como anticuario en el Consejo Nacional de Patrimonio de Suecia (Riksantikvarieämbetet). Entre 1931 y 1933, se llevó a cabo una excavación exhaustiva y se encontraron los restos de un asentamiento de la Edad de Piedra debajo del enorme túmulo, incluida una gran cantidad de fragmentos de pedernal. Solo se encontraron dientes, fragmentos de bronce y algunas piezas de hueso, que datan de la Edad del Bronce.
El montículo contenía dos cistas. En el lado izquierdo del extremo sur de la cista, se levantaron lajas de piedra de 1,2 metros (3,9 pies) de largo y 0,65 metros (2,1 pies). Fue nombrada la Tumba del Rey debido a su tamaño, mucho antes de que se supiera que contenía dos entierros. Dado que el sitio ha sido objeto de numerosos saqueos, no hay hallazgos confiables, pero se cree que las dos tumbas se construyeron al mismo tiempo. 
Después de la excavación, la tumba fue restaurada, pero nadie sabe si se parece a su estado original. Una comparación con otras tumbas contemporáneas sugiere que el sitio podría haber sido tres veces más alto que los 3,5 metros (11,5 pies) después de su restauración. La restauración se basó en grabados del siglo XVIII y conjeturas. Se construyó una nueva cámara de hormigón y se extendió un túnel hacia las cistas. Hoy en día, es posible que los visitantes del sitio entren en la tumba y vean las piedras grabadas.

## Galería

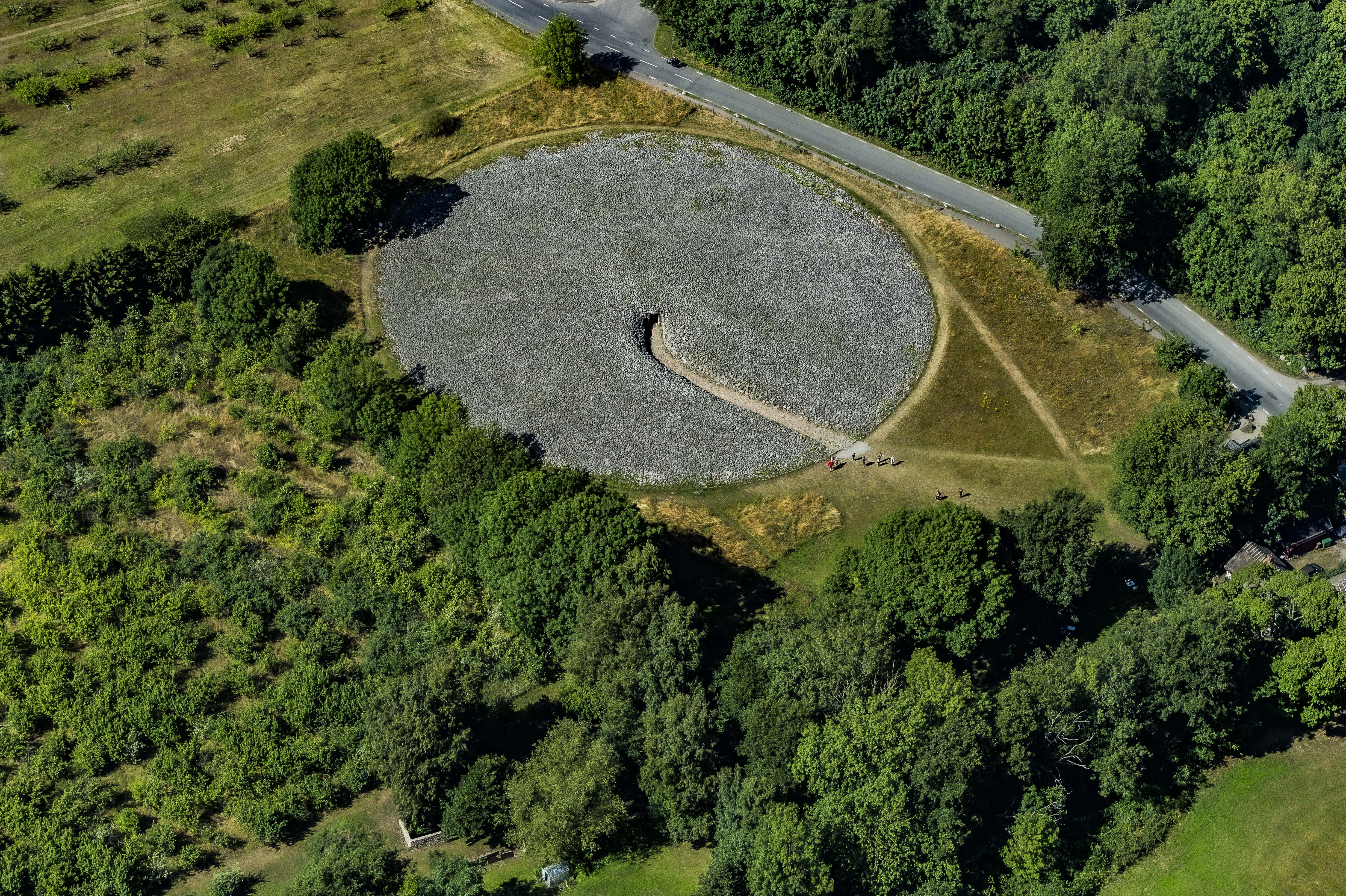
Vista aérea de la tumba de Kivik
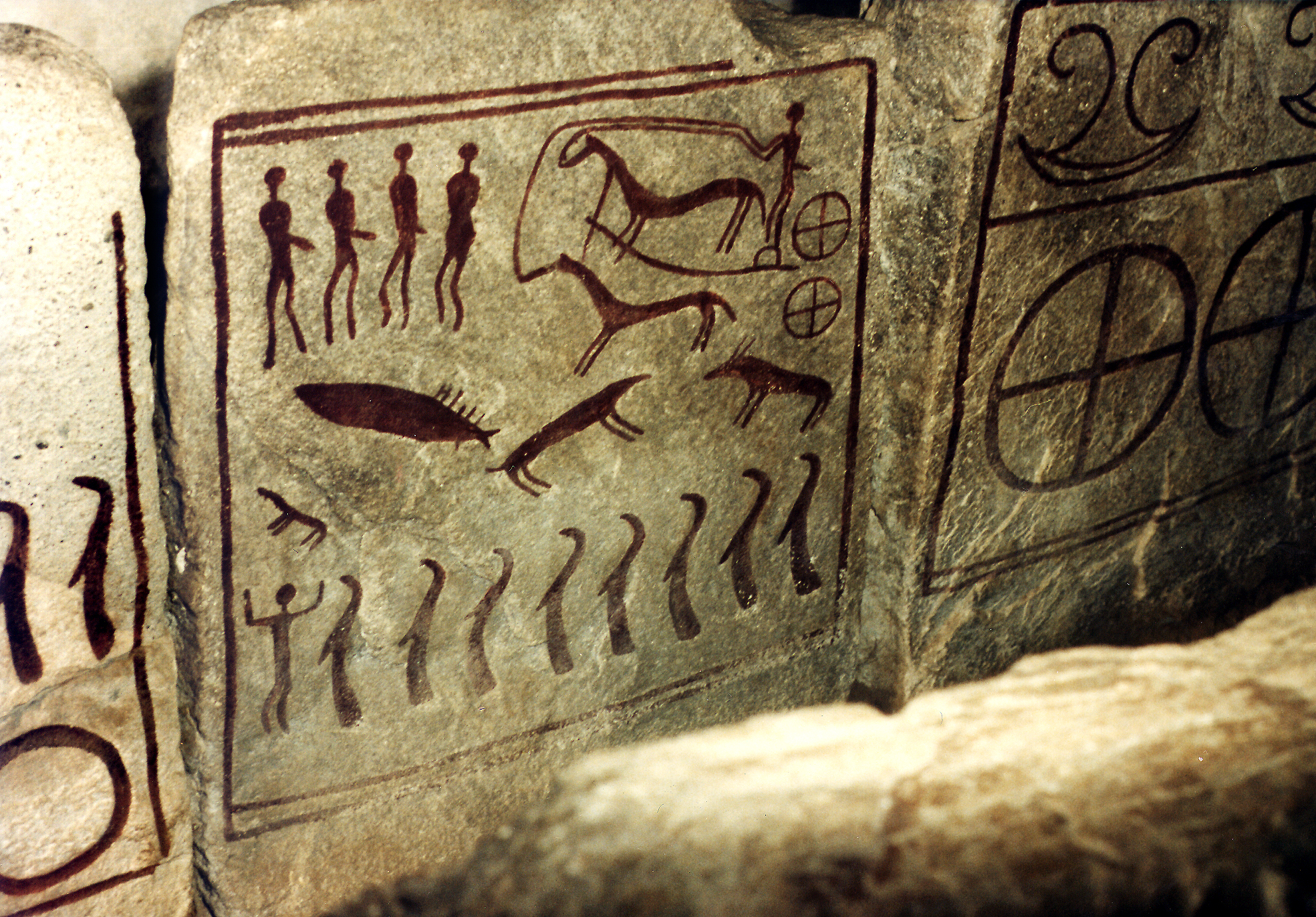
Una de las diez losas de piedra muestra un carro tirado por caballos con dos ruedas de cuatro radios.
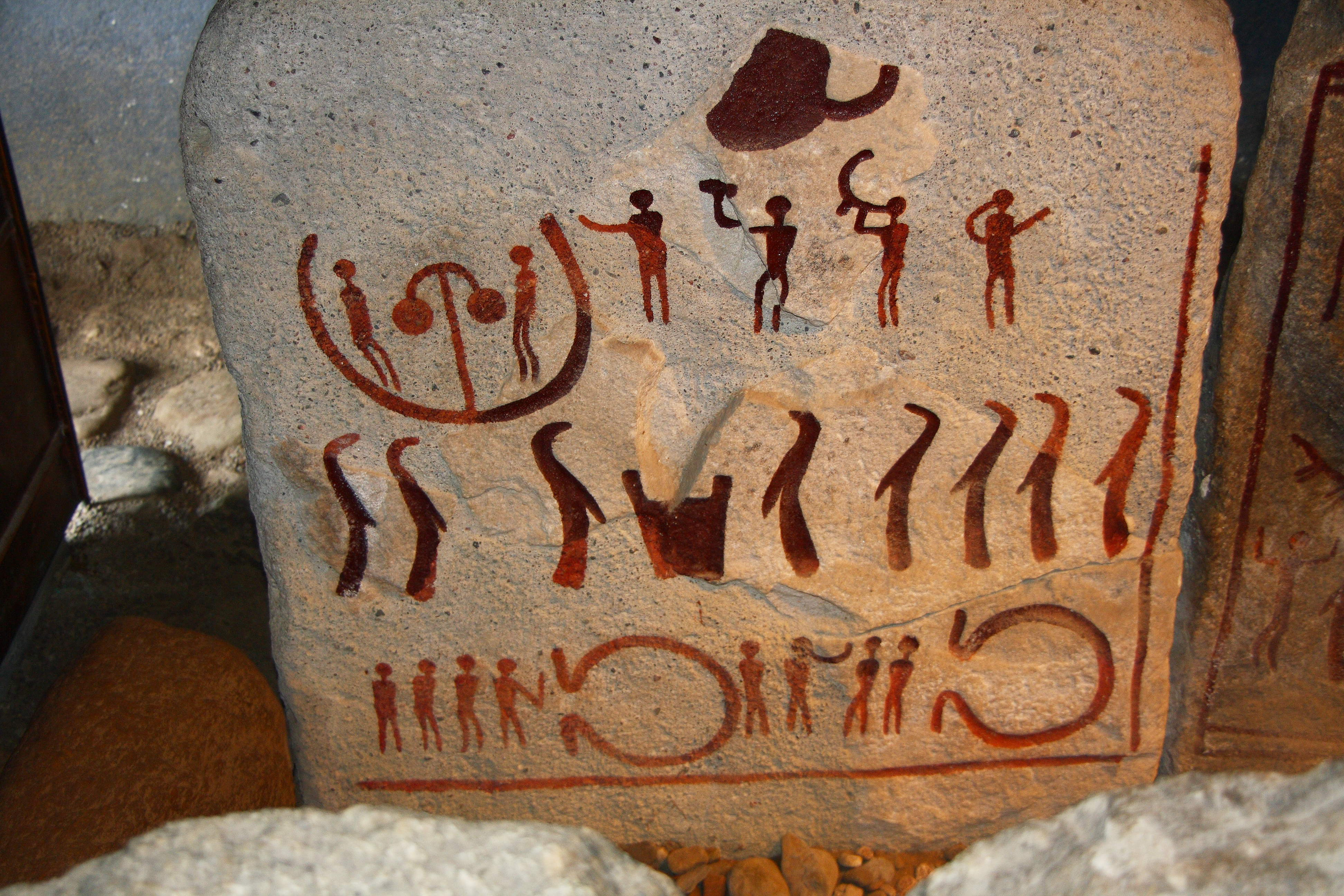
Una de las losas de piedra muestra personas (ocho con túnicas largas)
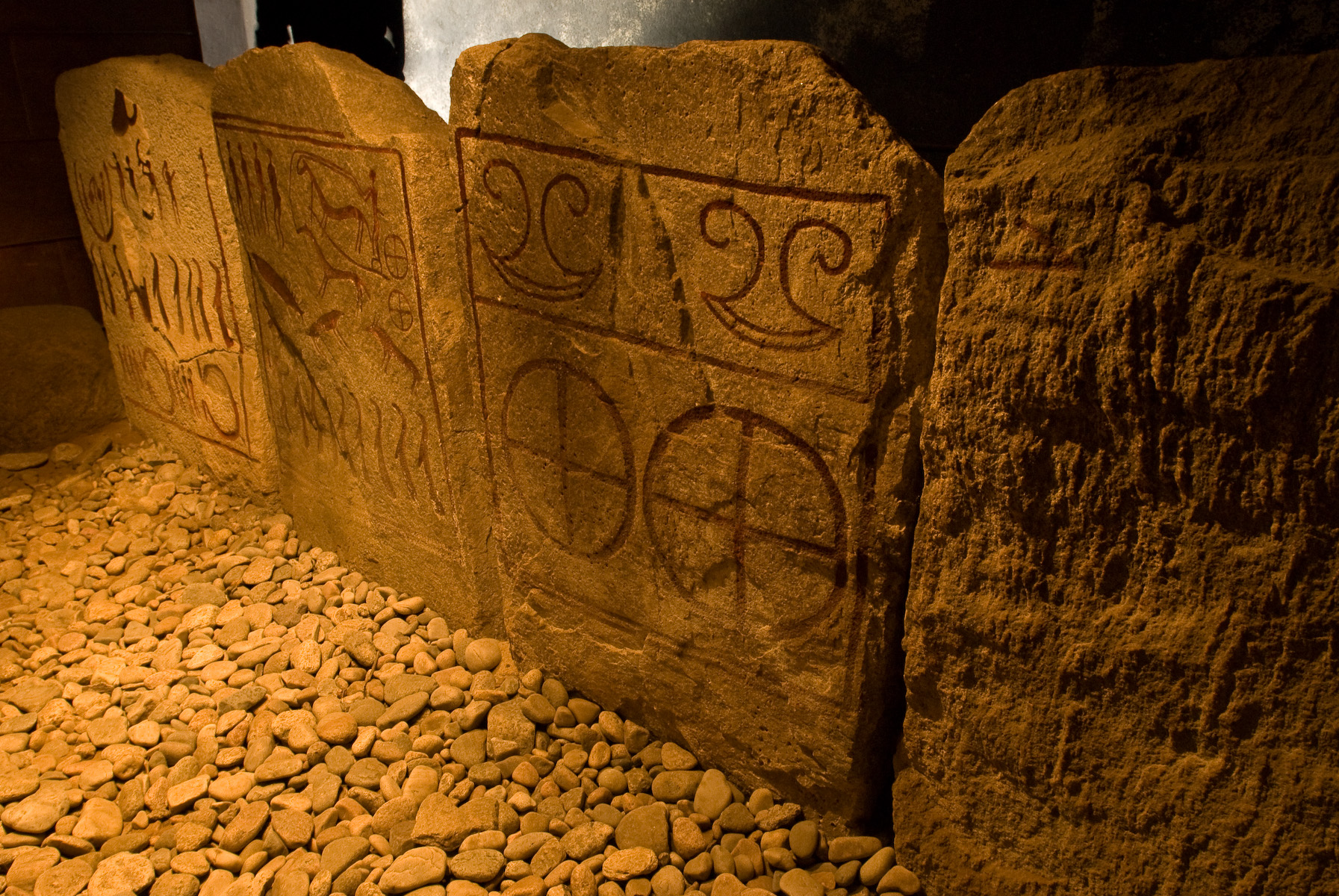
Las piedras de la tumba frente a la tumba de Kivik
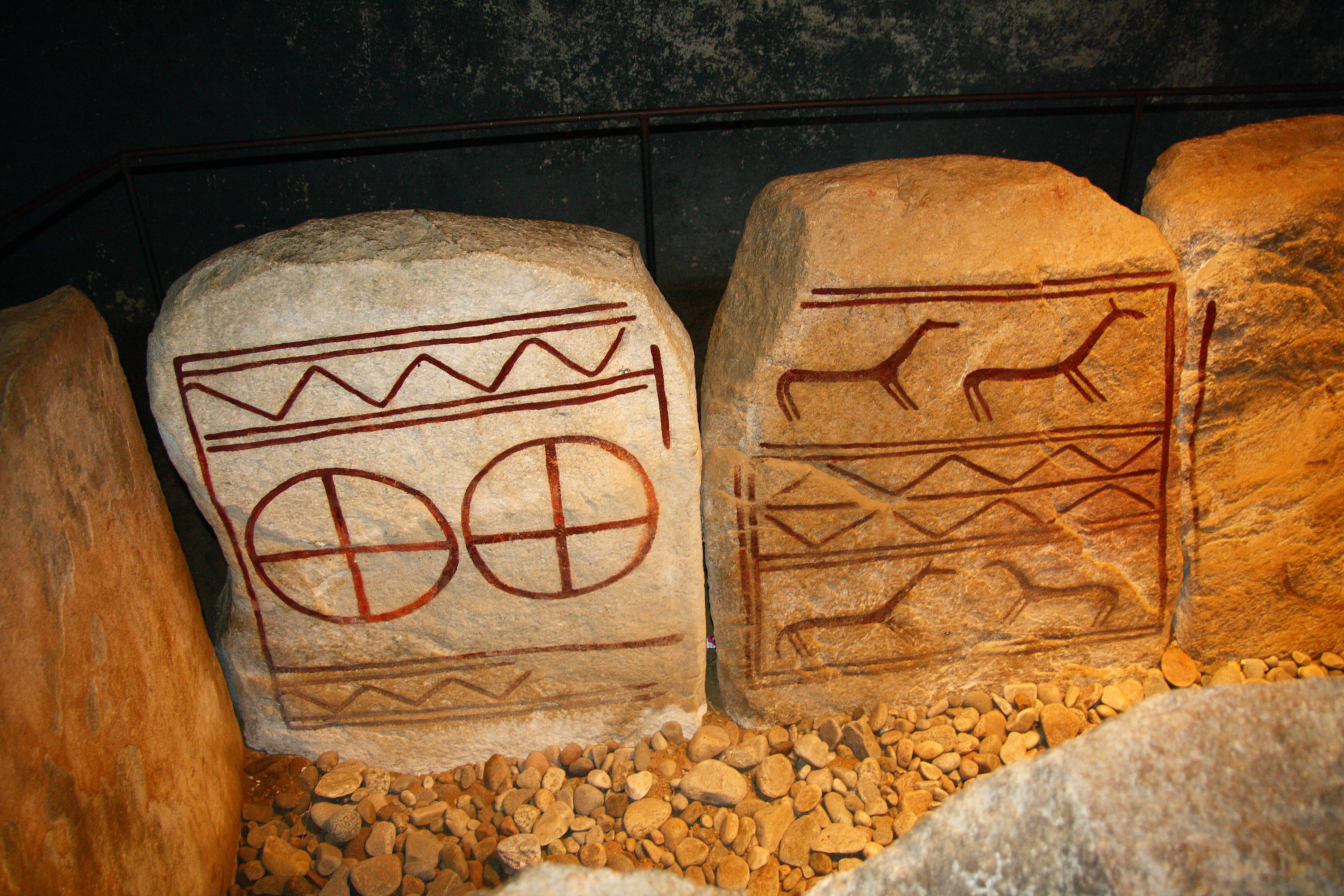
Piedras dentro del túmulo de Kivik
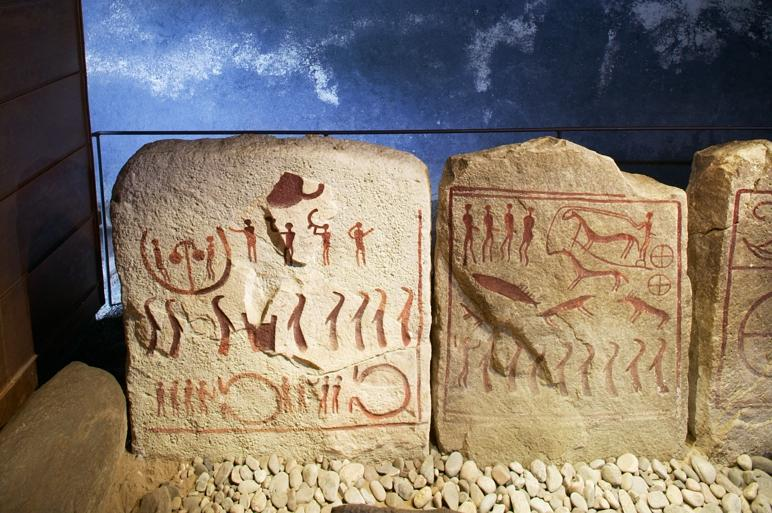
Piedras dentro del túmulo de Kivik
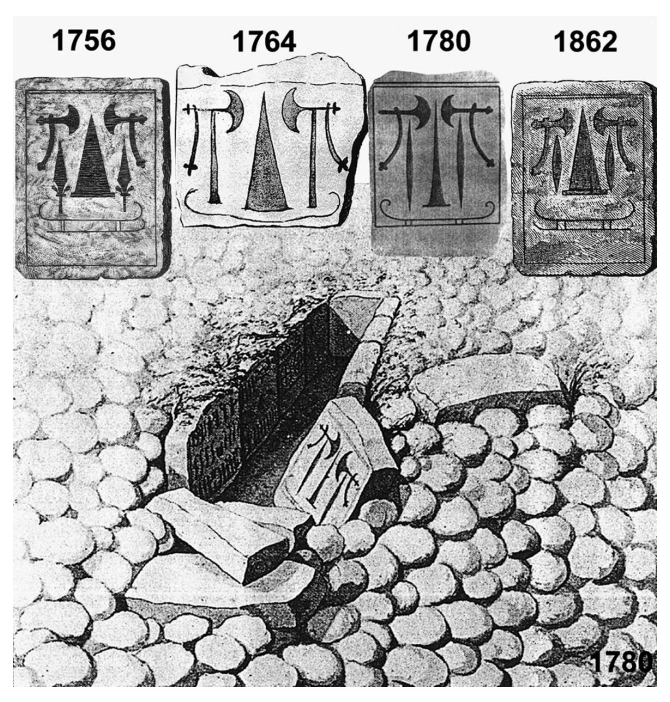
Dibujos de una de las losas de petroglifos dentro de la tumba

## Otras fuentes
- Baudou, Evert Gustaf Hallström: arkeolog i världskrigens epok (Estocolmo: Natur & Kultur. 1997)